# Beardius roquei
Beardius roquei är en tvåvingeart som beskrevs av Trivinho-strixino och Siqueira 2007. Beardius roquei ingår i släktet Beardius och familjen fjädermyggor. Inga underarter finns listade i Catalogue of Life.